# Three-Sided Coin
Three-Sided Coin е първият компилация албум на канадската рок група Никълбек. Той съдържа песни от трите предишни албума на Никълбек: Curb, The State и Silver Side Up, както и песента Yanking Out My Heart.

## Песни
1. Too Bad 3:52
2. Breathe 3:58
3. How You Remind Me 3:43
4. Old Enough 2:45
5. Leader Of Men 3:30
6. Little Friend 3:48
7. One Last Run 3:30
8. Just For 4:03
9. Woke Up This Morning 3:50
10. Never Again 4:20
11. Yanking Out My Heart 3:36